# 鍾雪瑩
鍾雪瑩（英語：Chung Suet Ying，1994年12月17日—），筆名鍾說，香港女演員、填詞人及廣播節目主持人，曾任香港商業電台叱咤903節目主持人。 2024年，憑電影《看我今天怎麼說》獲得第61屆金馬獎最佳女主角。

## 簡歷
鍾雪瑩自小於香港觀塘長大，曾於天主教佑華小學、中華基督教會蒙民偉書院就讀。2010年，當時只有15歲，還是中學生的鍾雪瑩曾參加亞洲電視歌唱選秀節目《亞洲星光大道3》，得第16名。
大學就讀香港浸會大學傳理系，曾報讀周耀輝歌詞創作班，畢業後加入香港商業電台叱咤903主持電台節目，至2020年3月1日離職。
2019年演出ViuTV電視劇《教束》，是為其首部參演電視劇。
2020年首次主演電影《殺出個黃昏》，她亦憑此電影獲得第40屆香港電影金像獎最佳新演員與最佳女配角的提名。
2023年，憑電影《填詞L》入圍第60屆金馬獎最佳女主角，為入行以來首度獲得影后提名，其後再獲得第42屆香港電影金像獎最佳女主角提名。
2024年，憑電影《看我今天怎麼說》獲頒第61屆金馬獎最佳女主角，是為其首個主要電影獎項。

## 演出

### 電影
- 2021年：《狂舞派3》飾 阿良女朋友
- 2021年：《殺出個黃昏》飾 屈紫瑩
- 2021年：《媽媽的神奇小子》飾 嬌
- 2021年：《梅艷芳》飾 歌迷
- 2022年：《正義迴廊》飾 鄭家雯
- 2022年：《失衡凶間》飾 米米
- 2022年：《深宵閃避球》飾 曾諾凡
- 2022年：《猛鬼3寶》飾 思思
- 2023年：《超神經械劫案下》
- 2024年：《填詞L》飾 羅穎詩
- 2024年：《破·地獄》飾 Suey
- 2024年：《看我今天怎麼說》飾 方素恩

### 配音
- 2023年：《超級瑪利歐兄弟大電影》聲演 碧姬公主
- 2023年：《新次元！蠟筆小新大電影：超能力大決戰～飛吧飛吧手捲壽司～》聲演 深谷蔥子

### 電視劇
- 2019年：《教束》（ViuTV）飾 Bonix
- 2020年：《香港愛情故事》（無綫電視）飾 西西利（第8、11集）
- 2020年：《無惡之罪》（香港電台電視部）〈看見．聽不見〉單元
- 2021年：《無限斜棟有限公司》（ViuTV）飾 林婉婉
- 2024年：《證義搜查線之騙局拼圖》（香港電台電視部）飾 余凱茵 Crystal（證監會調查組調查員，使命感強、拼搏執著的新人）
- 2024年：《瑪嘉烈與大衛系列 絲絲》（ViuTV）飾 雪兒[5]
- 2025年：《哪一天我們會紅》（ViuTV）飾 陳繼芬 (雞粉)[6]

### MV
- 2020年：Yusobeit - 秋分
- 2020年：陳健安 - 時光邊緣的人
- 2020年：陳奕迅 - 致明日的舞
- 2020年：per se - 不日之約
- 2021年：per se - 無門
- 2021年：林家謙 - 難道喜歡處女座(Alter Ego)
- 2021年：岑寧兒 - 勿念
- 2022年：溫勝和 Sin - 藏 Hide
- 2022年：洪嘉豪 - 海邊的呀豪
- 2023年：陳卓賢 - 抱抱無尾熊
- 2024年：艾粒 - 一切都只是過程
- 2025年：告五人 - 癒合 Threads Of Me

### 電視節目
- 2010年：《亞洲星光大道3》（亞洲電視）
- 2017年：《反斗英語2017》（香港電台電視部）
- 2021年：《手語隨想曲遊學篇》（香港電台電視部）
- 2021年：《調教你MIRROR》（ViuTV）第8至9集嘉賓
- 2024年：《自訂台灣軼晴》（ViuTV）旁白

### 短片
- 2017年：《鮮浪潮》〈離家不遠〉
- 2018年：《鮮浪潮》〈接近無限瘋狂的溫柔〉
- 2018年：ifva Everywhere《珍惜再會時》
- 2019年：《鮮浪潮》〈兼職人類〉
- 2021年：第八屆「創＋作」《樹上樹下》
- 2022年：第九屆「創＋作」《你在記憶中走來》
- 2022年：《鮮浪潮》〈林中無蘆〉

### 電台節目（叱咤903）
- 2017年：《歐陽志強》
- 《鍾雪雪》（代班主持）
- 2018年至2019年：《309咤叱 — 嘻呵哈嘿》
- 2018年至2019年：《聖艾粒忌廉夜校》
- 2019年7月8日至10月7日：《半個鍾說》
- 2019年10月9日至2020年2月29日：《一個鍾說》（星期一至五）
- 2019年至2020年：《努力!!! 奮鬥!!!》（逢星期日）

### 廣播劇（叱咤903）
- 2019年至今：《歡迎光臨失眠鎮》飾 雪兒

## 填詞作品

### 2019年
- ERROR - 殺死我的經理人
- 陳凱詠 - 講
- 陳凱詠 - 想正常
- 陳凱詠 - 想突然
- 陳凱詠 - 半個鍾說
- 李拾壹 - Save the world（與李拾壹合填）

### 2020年
- 陳凱詠 - 天生二品
- 鍾楚翹 - midsommar
- Before the night ends - 你是一片雲

### 2021年
- 陳凱詠 - 虛擬人與我
- 陳凱詠 - I Wish
- 石山街 - 幻象
- 胡鴻鈞 - 整親
- 胡鴻鈞 - 自在早晨
- Kerryta - 心野（與朱琳合填）
- 胡鴻鈞 - 今天不營業
- 陳凱詠 - 收聲多謝
- 鍾楚翹 - Neverland

### 2022年
- ToNick - 再見止痛藥
- 衛　蘭 - Little Miss Janice
- 張蔓莎 - 剎那的（與張蔓莎合填）
- 曾樂彤 - 一決高下（與曾樂彤合填）
- WHIZZ - 二話都說
- COLLAR - Never-never Land
- 麗　英 - 東京一轉
- 麗　英 - 惡作劇完成
- Before the night ends - 生命中的美好再會
- 未能接通 - 更新作業最後期限
- per se - 閃念
- 雲浩影 - 到了那裏就對吧
- 雲浩影 Feat. AF - 氣流
- 洪嘉豪 - 污糟兒
- 洪嘉豪 - 海邊的呀豪
- MC張天賦、洪嘉豪 - 二損一
- 張蔓莎 - 未算壞
- 謝安琪 - 我的波利海妮婭（與朱琳合填）
- Kiri T - 扭擰雪糕屋
- VSing - Hear Me Out
- 胡鴻鈞 - 我們在結束時開始
- 李靖筠 - 00000

### 2023年
- JW - 陪你
- 應智越 - 週末很忙
- 洪嘉豪 - My Secret Park
- 葉振弘 - 海島與少年
- 劉君冬 - dreamgirl(s).
- Kiri T - 歧義種子
- Kiri T - 關我蛋治（與Kiri T、Zev Troxler合填）
- 麗　英 - 全死角美少女戰士
- 麗　英 Feat. per se - 全死角美少女戰士（武內與直子）
- 張天穎 Feat. 麗　英 - Pick Up Your Phone
- 吳保錡 - Echo my heart
- THAIMAY - 獅吼功
- 馬天佑 - 手指指 (boy paints nail)
- 馬天佑 - Celebrate you!
- 李克勤 - 妳的移動城堡
- Lolly Talk - 一把火（與甄敏延合填）
- 李靖筠 - 苛刻
- XTIE - 麥田看守員（與XTIE合填）
- ToNick - 轉頭覆
- 楊安妮 - SENSEI
- COLLAR - idc
- 馮允謙 - 收到收到
- Peace Lo - 鬆
- 顧定軒 - 行動代號0901
- N9 - 牙痛文學（與Jan Curious、N9合填）
- Kerryta、陳葦璇、楊彤、P1X3L - Hello I'm here
- 黃凱逸 - 落（與黃凱逸合填）
- 陳凱詠 - 時機已到（與陳凱詠合填）
- per se - 在我失去色彩之前多多指教
- 陳奕迅 - 焦焦焦
- 張繼聰、張蔓莎、鄧麗欣、ANSONBEAN、CY陳宗澤、何嘉莉、譚旻萱、子彤、余香凝、陳穎欣、廖子妤 - 聖誕 Present Tense!
- Young Hysan - Broken Dreams（與Young Hysan合填）
- 謝安琪 - Lost and Found

### 2024年
- P1X3L - Can't Stop
- 柳應廷 - 筆觸男孩憂鬱之死
- 洪嘉豪 - 明星示範生
- 洪嘉豪 - 漫天星
- Gin Lee - 告別煤氣燈
- 楊安妮 - 星之形
- 方皓玟 - 我唔理啦
- 陳凱詠 - 我養你
- before the night ends - 賤
- COLLAR - SSS
- COLLAR - Call Back In 20
- 甄濟如 - 次次（與甄濟如、唐達合填）
- 小塵埃 - RPG
- Fatboy - Mascot

### 2025年
- 陳蕾 - What lf
- Kiri T - 榮譽博士（與Kiri T合填）
- Kimchi、Yannis - LIKE啦（《那一天我們會紅》插曲）
- sica - 迷途時發吽哣
- 陳凱詠 - SWITCH

## 獎項紀錄
| 年份   | 頒獎典禮                       | 獎項               | 作品           | 角色   | 結果  |
| ------ | ------------------------------ | ------------------ | -------------- | ------ | ----- |
| 2022年 | 第40屆香港電影金像獎           | 最佳新演員         | 殺出個黃昏     | 屈紫瑩 | 提名  |
| 2022年 | 第40屆香港電影金像獎           | 最佳女配角         | 殺出個黃昏     | 屈紫瑩 | 提名  |
| 2023年 | 第60屆金馬獎                   | 最佳女主角         | 填詞L          | 羅穎詩 | 提名  |
| 2024年 | 第30屆香港電影評論學會大獎     | 最佳女演員         | 填詞L          | 羅穎詩 | 提名  |
| 2024年 | 2023年度香港電影編劇家協會大獎 | 年度最佳電影角色獎 | 填詞L          | 羅穎詩 | 提名  |
| 2024年 | 第42屆香港電影金像獎           | 最佳女主角         | 填詞L          | 羅穎詩 | 提名  |
| 2024年 | 第61屆金馬獎                   | 最佳女主角         | 看我今天怎麼說 | 方素恩 | 獲獎  |
| 2024年 | 第31屆香港電影評論學會大獎     | 最佳女演員         | 看我今天怎麼說 | 方素恩 | 第2名 |
| 2025年 | 第43屆香港電影金像獎           | 最佳女主角         | 看我今天怎麼說 | 方素恩 | 提名  |

## 外部連結
- 商業電台 - 節目主持－鍾雪
- 鍾雪瑩的Instagram帳戶
- 鍾雪瑩的Threads
- 鍾雪瑩在互联网电影资料库（IMDb）上的資料（英文）
- 鍾雪瑩在香港影庫上的簡介